# Совхоз-техникум имени Ю. А. Гагарина
 Опорно-показательный совхоз-техникум имени Ю. А. Гагарина (эст. J. A. Gagarini nimeline Näidissovhoos-tehnikum) — в советское время одно из успешных государственных сельскохозяйственных предприятий Эстонcкой ССР. Находился в Вийратсиском сельсовете Вильяндиского района. Центральная усадьба совхоза располагалась в посёлке Вийратси.

## В советской Эстонии
В 1945 году на основе государственного предприятия Viiratsi Riigimajand был создан совхоз «Вийратси». В 1961 году он был переименован в Опорно-показательный совхоз имени космонавта Ю. А. Гагарина, в 1964 году получил название Опорно-показательный совхоз имени Ю. А. Гагарина, в 1990 году —  Опорно-показательный совхоз-техникум имени Ю. А. Гагарина.
Общий земельный фонд совхоза составлял 15,4 тысяч гектара. Средняя численность работников в 1978 году была 1361 человек.
Сельскохозяйственные угодья совхоза составляли 8672 гектара, сельскохозяйственным производством было занято 865 человек (средняя численность в 1977 году).
Основные отрасли производства — свиноводство и племенное скотоводство. 
Хозяйство было отнесено к племенным фермам I класса крупного рогатого скота эстонской красной породы.
На начало 1978 года имелось 6167 голов крупного рогатого скота, в том числе 2311 коров.
В 1971—1975 годах в хозяйстве был введён в эксплуатацию экспериментальный комбинат по производству свинины мощностью 5400 тонн свинины в год.
Производился откорм помесей свиней крупной белой и эстонской беконной пород.
На начало 1979 года имелось 34 129 голов свиней.
Денежные поступления совхоза в 1977 году составили 11,9 миллиона рублей, в том числе прибыль — 4 миллиона рублей.
Техникум осуществлял подготовку специалистов средней квалификации по зоотехнике и механизации и электрификации животноводческих ферм.
В 1971 году хозяйство было награждено Орденом «Знак Почёта».
В 1966—1977 годах директором совхоза-техникума был Герой Социалистического Труда Томас Сооалусте, с 1977 года — Лео Сакс (Leo Saks); заведующим комбинатом был Велло Тире (Vello Tire).

## Кинохроника
В 1979 году на студии «Таллинфильм» был снят документальный фильм „Gagarini nimelise Näidissovhoostehnikumi Eksperimentaalses lihatootmise kombinaadis” / «На экспериментальном мясокомбинате Опорно-показательного совхоза-техникума имени Гагарина».
- Опорно-показательный совхоз-техникум имени Ю. А. Гагарина в 1960—1970-х годах
- Строительство амбара-сушильни, 1962 год
- Сбор зелёной массы кормоуборочным комбайном, 1962 год
- Свиноводческий комбинат, 1979 год

## В независимой Эстонии
После отделения Эстонии от Советского Союза совхоз-техникум был ликвидирован, как и все остальные государственные социалистические хозяйства страны. Хозяйство прекратило свою деятельность в 1993 году.